# Bulletproof Monk
Bulletproof Monk er en amerikansk kampsports-action-fantasy-film med Chow Yun-Fat, Seann William Scott og Jaime King i hovedrollerne. Filmen blev instrueret af Paul Hunter. Den er løst baseret på tegneserien af Michael Avon Oeming.
Filmen blev skudt i Toronto, Ontario, og Hamilton, Ontario i Canada og andre steder, der ligner New York City.

## Medvirkende
- The Nameless Monk – Chow Yun-Fat
- Kar – Seann William Scott
- Jade/"Bad Girl" – Jaime King
- Strucker – Karel Roden
- Nina – Victoria Smurfit
- Master Monk – Roger Yuan
- Mr. Kojima – Mako Iwamatsu
- Mister Funktastic – Marcus Jean Pirae

## Facts
- Filmen blev skudt med et budget på 52 millioner dollars, men indtjente kun 23.4 million U.S. dollars igen.
- Oprindeligt skulle Heath Ledger spille rollen som Kar, men han afslog.
- Nedskydning af Tibet fandt i virkeligheden sted i Canada, da det var meget vanskeligt at få skyde tilladelser i Tibet.